# Fjärås socken
Fjärås socken i Halland ingick i Fjäre härad, ingår sedan 1974 i Kungsbacka kommun och motsvarar från 2016 Fjärås distrikt.
Socknens areal är 151,86 kvadratkilometer, varav 129,86 land. År 2000 fanns här 4 780 invånare. Tjolöholms slott med Tjolöholms kyrka, en del av tätorten Hjälm samt tätorten  Fjärås kyrkby med sockenkyrkan Fjärås kyrka ligger i socknen.  

## Administrativ historik
Fjärås socken har medeltida ursprung.
Vid kommunreformen 1862 övergick socknens ansvar för de kyrkliga frågorna till Fjärås församling och för de borgerliga frågorna till Fjärås landskommun. Landskommunen utökades 1952 innan den 1974 uppgick i Kungsbacka kommun. Församlingen uppgick 2013 i Fjärås-Förlanda församling.
1 januari 2016 inrättades distriktet Fjärås, med samma omfattning som församlingen hade 1999/2000.  
Socknen har tillhört fögderier och domsagor enligt Fjäre härad. De indelta båtsmännen tillhörde Norra Hallands första båtsmanskompani.

## Geografi och natur
Fjärås socken ligger kring sjön Lygnern och randmoränen Fjärås Bräcka i öster och med kust mot Kattegatt i väster. Socknen är i väster en uppodlad slättbygd med bergshöjder och är i öster bergig och skogrik. Lygnern som är största insjö delas med Sätila och Tostareds socknar i Marks kommun samt Förlanda socken i Kungsbacka kommun. Andra betydande sjöar är Stensjö och Sundsjön samt Skärsjön som delas med Förlanda och Gällinge socknar.
Det finns fyra naturreservat i socknen: Kungsbackafjorden som delas med Hanhals, Onsala, Vallda och Ölmevalla socknar samt Gäddevik och Oxhagen ingår i EU-nätverket Natura 2000 medan Fjärås Bräcka är ett kommunalt naturreservat.
Sätesgårdar var Rossareds säteri, Tjolöholms slott och Dals säteri.

### Verksamheter
Merparten av den svenska pepparroten kommer från odlingarna i och kring orten Fjärås. Exempel på lokala företag är Blombergs Möbler, Pritec Vaculyft, Fjäråskupan (spiskupor), Fjärås Bildemontering samt Bräutigams marsipan och konfektyr (öppnat 2007).
På "bräckan" ligger Fjärås kyrka. Här finns också ett Naturum (öppnat 2005), där man berättar historien om landskapet och israndsbildningen.
Inom idrott finns fotbollsklubben IFK Fjärås, Bräckans Innebandyklubb och orienteringsklubben FAIK.

## Historia
Från stenåldern finns lösfynd, cirka 80 boplatser och två gånggrifter vid Gödestad. Från bronsåldern finns högar och flera gravröse. Från järnåldern finns ett tiotal gravfält, känd är Li gravfält, och fyra fornborgar. Ett fynd med en guldbrakteater med runinskrifthar påträffats vid grävning. Även en armring av silver har här hittats som är daterbar till vikingatid. 
Fjärås socken är centralbygden i Fjäree härad som omtalas av den romerske historikern Jordanes[källa behövs].
Från Fjärås hämtades under en stor del av 1900-talet stora mängder grus och sand, som fraktades vidare via ett stickspår från järnvägen. Denna verksamhet har lämnat stora spår i naturen vid foten av Fjärås Bräcka.

## Namnet
Namnet (1357 Fieruaas) kommer ursprungligen från höjden Fjärås Bräcka som kyrkan ligger på. Namnet innehåller fjära, 'tidvis översvämmad strand' syftande på kustslätten väster om höjden.

## Befolkningsutveckling

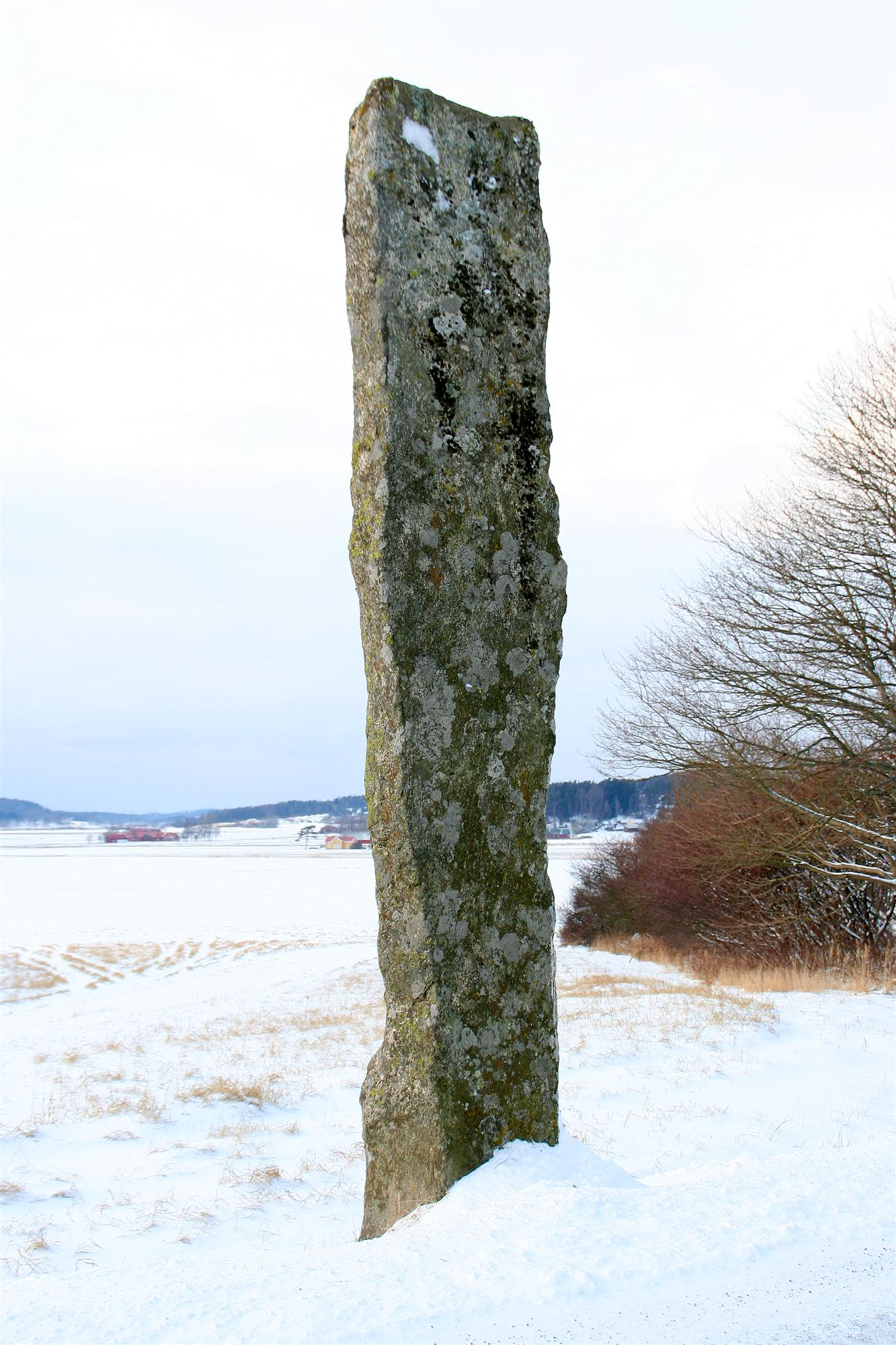
Frodestenen i utkanten av Li gravfält.

| Befolkningsutvecklingen i Fjärås socken 1750–1990                                                       | Befolkningsutvecklingen i Fjärås socken 1750–1990 | Befolkningsutvecklingen i Fjärås socken 1750–1990 | Befolkningsutvecklingen i Fjärås socken 1750–1990 | Befolkningsutvecklingen i Fjärås socken 1750–1990 |
| --- | ------------------------------------------------- | ------------------------------------------------- | ------------------------------------------------- | ------------------------------------------------- |
| |                                                   |                                                   |                                                   |                                                   |
| År |                                                   |                                                   | Folkmängd                                         |                                                   |
| 1750 | 1750                                              |                                                   | 2 234                                             |                                                   |
| 1760 | 1760                                              |                                                   | 2 514                                             |                                                   |
| 1780 | 1780                                              |                                                   | 2 700                                             |                                                   |
| 1790 | 1790                                              |                                                   | 2 628                                             |                                                   |
| 1800 | 1800                                              |                                                   | 2 916                                             |                                                   |
| 1810 | 1810                                              |                                                   | 3 100                                             |                                                   |
| 1820 | 1820                                              |                                                   | 3 313                                             |                                                   |
| 1830 | 1830                                              |                                                   | 3 481                                             |                                                   |
| 1840 | 1840                                              |                                                   | 3 887                                             |                                                   |
| 1850 | 1850                                              |                                                   | 3 970                                             |                                                   |
| 1860 | 1860                                              |                                                   | 4 028                                             |                                                   |
| 1870 | 1870                                              |                                                   | 3 987                                             |                                                   |
| 1880 | 1880                                              |                                                   | 3 867                                             |                                                   |
| 1890 | 1890                                              |                                                   | 3 560                                             |                                                   |
| 1900 | 1900                                              |                                                   | 3 409                                             |                                                   |
| 1910 | 1910                                              |                                                   | 3 194                                             |                                                   |
| 1920 | 1920                                              |                                                   | 3 016                                             |                                                   |
| 1930 | 1930                                              |                                                   | 2 962                                             |                                                   |
| 1940 | 1940                                              |                                                   | 2 700                                             |                                                   |
| 1950 | 1950                                              |                                                   | 2 526                                             |                                                   |
| 1960 | 1960                                              |                                                   | 2 378                                             |                                                   |
| 1970 | 1970                                              |                                                   | 2 834                                             |                                                   |
| 1980 | 1980                                              |                                                   | 3 892                                             |                                                   |
| 1990 | 1990                                              |                                                   | 4 130                                             |                                                   |
| Anm: Källor: Umeå universitet - Tabellverket 1749-1859, Demografiska databasen, CEDAR, Umeå universitet |                                                   |                                                   |                                                   |                                                   |